# Muriel Sarkany

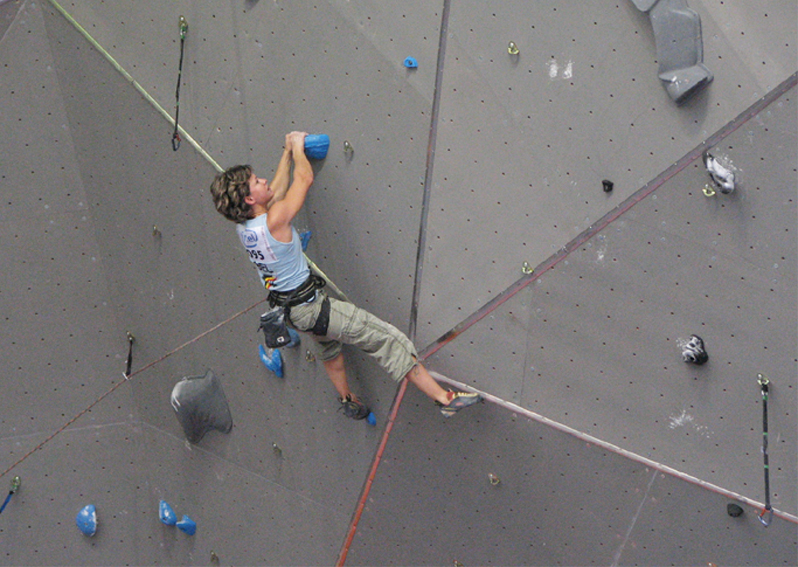
Muriel Sarkany podczas prowadzenia

Muriel Sarkany (ur. 5 sierpnia 1974 w Brukseli) – belgijska była wspinaczka sportowa. Specjalizowała się w prowadzeniu. Wielokrotna medalistka, mistrzyni świata w prowadzeniu z 2003 roku. Mistrzyni Europy we wspinaczce sportowej w konkurencji prowadzenia z Norymbergi z 1998.

## Kariera sportowa
W 2003 roku zdobyła mistrzostwo świata we francuskim Chamonix-Mont-Blanc. W latach 1997, 1999, 2001 oraz w 2007 zdobywała srebrne medale. W 1998 roku została mistrzynią Europy, a w 
1998 zdobyła brązowy medal.
Wielokrotna medalistka prestiżowych zawodów wspinaczkowych Rock Master we włoskim Arco, gdzie zdobyła 3 złote medale; w 1999, 2000 oraz 2001 roku.

## Osiągnięcia

### Mistrzostwa świata
| Konkurencje | 1995 | 1997 | 1999 | 2001 | 2003 | 2005 | 2007 |
| Prowadzenie | 4    | 2    | 2    | 2    | 1    | 10   | 2    |

### Mistrzostwa Europy
| Konkurencje | 1996 | 1998 | 2000 | 2002 |
| Prowadzenie | 5    | 1    | 5    | 3    |

### Rock Master
| Konkurencje | 1999 | 2000 | 2001 |
| Prowadzenie | 1    | 1    | 1    |